# Ельчик, Валерий Анатольевич
Вале́рий Анато́льевич Ельчик (родился 19 сентября 1959 года, Жданов, УССР, СССР, умер 20.06.2024, Москва) — советский и российский балалаечник, аранжировщик и музыкальный педагог. Автор переложений и транскрипций для балалайки.

## Биография
Отец, Анатолий Петрович Ельчик (р.1935), моряк дальнего плавания. Мать, Элеонора Константиновна Ельчик (р.1937), по специальности инженер-эксплуатационник морского транспорта. Раннее детство Валерий провёл в коммунальной квартире провинциального Жданова. Уже в ранние годы он подолгу засиживался возле радиоточки в квартире или возле портативного проигрывателя виниловых пластинок. В эти часы он забывал обо всём на свете, даже о мальчишеских играх. По его мнению, он уже тогда зарождался как музыкант. Мать не сразу, но безошибочно разглядела в нём будущего музыканта и летом 1968 года повела его на прослушивание в лучшую музыкальную школу города.

### Музыкальная школа и училище
Начинает он учёбу в школе как гитарист, в Доме пионеров играет на контрабасе. Затем переходит на народное отделение по классу балалайки и за 3 года заканчивает музыкальную школу. Потом 4 года Ждановского музыкального училища (класс балалайки Ю. Г. Корниенко) и первые концерты с музыкальным оркестром училища. Местная газета «Приазовский рабочий» пишет о нём статью, в которой упоминает его как студента, подающего большие надежды. Советы поступать в Донецкую консерваторию, окончить её,а потом оставаться в училище. Но Валерий решает поступать в Москву. До своего поступления в Государственный Музыкальный Педагогический Институт имени Гнесиных (сегодня это Российская академия музыки имени Гнесиных) целый год ездит на прослушивания к преподавателю Нечепоренко Павлу Ивановичу, который до сих пор считает его одним из лучших своих воспитанников.

### Институт
- 1979-1984 годы — студент ГМПИ им. Гнесиных.
- 1983-1984 годы - преподаватель класса балалайки музыкального училища им.Октябрьской Революции
- 1984—1986 годы - обязательная служба в рядах вооружённых сил, в подмосковной дивизии внутренних войск имени Ф.Э Дзержинского.
- 1986 г. - солист Росконцерта.
- Лауреат III Всероссийского конкурса исполнителей на народных инструментах (Тула, 1986, 2-я премия).
- 1986-1988 гг. ассистент-стажёр ГМПИ им. Гнесиных.
- 1988 г. преподаватель по классу балалайки, ансамбля и педпрактики на кафедре народных инструментов ГМПИ им. Гнесиных.
- 1988 г. — солист Московской концертной филармонической организации. В 1988 в Москве встречает свою будущую жену. В 1988 появляется на свет дочь Анастасия, в 1995 — дочь Вероника.

С 1988—2004 гг преподавательская деятельность, за время которой подготовил несколько будущих талантливых педагогов и исполнителей. В 1992 году делает фондовую запись на Всероссийском радио общей продолжительностью более 1-го часа. Активно гастролирует по городам Сибири, Приморья, Урала, Средней полосы России, а также на Украине и в Белоруссии. Зарубежные гастроли более чем в 15 странах мира, включая Италию, Голландию и Германию.
В конце 90-х начале 2000 годов приступает к созданию партитур произведения для дуэта и трио балалаек с фортепиано в его переложении, а также переложений и транскрипций для балалайки и фортепиано. Наряду с этим семплирует.

## Дискография
- Играет Валерий Ельчик (1992)
- Играет Валерий Ельчик, Live (1994)
- Русская фантазия (1997)

## Другие работы
- Звучащие аккомпанементы, диск 1,2,3 (2004)
- Концертные репертуары (2004—2006)
- Концерт для балалайки с оркестром, диск 1,2(2007)